# Stade de Paris
Stade de Paris (zwykle nazywane Stade Bauer)  – francuski stadion piłkarski w Saint-Ouen w północnych przedmieściach Paryża. Stadion jest używany głównie przez Red Star 93, które gra obecnie w Ligue 2, lecz ma na swoim koncie pięć zwycięstw w Pucharze Francji.
Rozgrywano na nim niektóre spotkania turnieju piłki nożnej podczas Letnich Igrzysk Olimpijskich 1924.
Stade de Paris był także domowym stadionem Reprezentacji Francji w rugby league w latach 1935–1938.
Ostatnio stadion znalazł się w złym stanie, ponieważ został uszkodzony mocno przez burzę w 1999 roku oraz cierpi z powodu braku opieki.